# Seminara
Seminara est une commune italienne de la province de Reggio de Calabre, dans la région Calabre.

## Administration
| Période                                  | Période | Identité         | Étiquette    | Qualité |
| ---------------------------------------- | ------- | ---------------- | ------------ | ------- |
|                                          |         |                  |              |         |
| 27/05/2013                               |         | Giovanni Piccolo | Lista civica | Maire   |
| Les données manquantes sont à compléter. |         |                  |              |         |

### Communes limitrophes
Bagnara Calabra, Gioia Tauro, Melicuccà, Oppido Mamertina, Palmi, Rizziconi, San Procopio.

## Histoire
Les environs de Seminara ont été le théâtre de deux batailles, en 1495 et 1503, pendant les guerres d'Italie.
Une branche de la famille des souverains de Monaco, les Grimaldi de Calabre, résidèrent à Seminara où naquirent par ailleurs Francesco Antonio Grimaldi ainsi que Domenico Grimaldi.

## Personnalités liées
- Barlaam le Calabrais